# سيب صالح
سيـِّب صالح، هي مبادرة أطلقها الصحفي التونسي أيمن الرزقي احتجاجا على الرقابة التي تفرضها الحكومة التونسية على مواقع الإنترنت المختلفة، وحجب الكثير من المواقع والمدونات الإلكترونية على المستخدمين في تونس.
تعتبر مبادرة سيّب صالح الوجه الأكثر طرافة لحملات الاحتجاج المتنوّعة على الرقابة الإلكترونية في تونس، وبدأت هذه الحملة على شبكتي فيسبوك وتويتر الاجتماعيتين، قبل أن يُنشأ المُشرفون عليها موقعا خاصا بها على الإنترنت.وتمكنت هذه الحملة من جمع قرابة 6500 شخص وانظمّ عدد من الشباب لإدارتها والتعريف بها.

## خلفية
قامت الحكومة التونسية بحكم أكثر من 76 موقع ومدونة إلكترونية خلال أسبوع واحدة وقام الصحفي والمدون التونسي أيمن الرزقي بإطلاق حملة أو كما يسميها ثورة افتراضية احتجاجا على تشدد الرقابة على الإنترنت في تونس - ويسميها الرزقي شرطة الإنترنت - وأطلقها ضد الرقيب الإلكتروني المكني عمار 404 والذي استوحاه من وحي بطل شخصية مسرحية تونسية اسمها عمار بزور. و404 هي الصفحة التي تفيد بأن العنوان أو الصفحة المطلوبة غير موجودة أساسا عوض صفحة 403 والتي تعني أن العنوان المطلوب وقع حجبه أو إغلاقه.
وفي هذا الصدد يوضح الصحفي «الانترنتي» أيمن الرزقي:«إن عمار 404 لا يكفيه إغلاق المواقع بل يتمادى في الضحك على ذقوننا والاستخفاف بذكائنا، مؤكدا على لا قانونية أفعاله وعبثه المتواصل بشبكة الأنترنت».

## التسمية
يُستعمل هذا المصطلح «سيّب صالح» باللهجة التونسية في حالات الضجر القصوى إلى درجة الاختناق، ويمكن تعويضه بعبارات أعطني حربتي، أطلق يديّ، أو أطلق سراحي.
وشعار سيب صالح فتعني من الأخير: أتركنا، «حل عنا»، وهي عبارة إتفق عليها الشباب التونسي للوقوف في وجه مقص عمار 404 ليتركهم في حالهم، يقول أيمن: «إن عمار 404 يقفل المواقع بطريقة عشوائية وعبثية، يغلق ما يريد ومتى شاء ذلك، لا يستثني أحدا من عملية الحجب، سياسيا أو اجتماعيا أو فنيا، لذلك جاءت ردة الفعل قوية من قبل مستعملي شبة الإنترنت وهم أناس من عامة الشعب التونسي لا علاقة لهم بالمعارضة بل هم من عشاق الرياضة والفن والسياسة والطبخ والفن. وقد ترجموا غضبهم وعداءهم لشرطة الإنترنت على صفحات الفايس بوك وغيرها مطالبين بمحاسبة الرقابة وإيقافها».
ويضيف أيمن الرزقي:"إن عضلات عمار 404 امتدت قبل ثلاث أسابيع إلى حجب موقع "الوات تي في" الذي كان المنفذ الوحيد للأحزاب السياسية لإطلاق تلفزات الافتراضية تقدم فيها صورة مغايرة وغير مكلفة عن رؤاها السياسية، وبالتالي أقفلت قناة التجديد تي في التي انطلقت يوم 4 سبتمبر 2009 أي قبل انطلاق الحملة الانتخابية 2009 وهي أول تجربة قمنا بها في تونس نالت الاستحسان في الداخل والخارج واستفادت من مادتها الأخبارية بعض الفضائيات المعروفة.
كما قام الرقيب عمار 404 بحجب موقع مجلة «نوفال ابسرفاتور» و«20 مينيت» الأخباريين وشبكة فليكر العالمية لتبادل الصور وغيرها من المواقع والمدونات، ولا تمر ساعة دون عملية حجب تستهدف موقع أو مدونة أو صفحة على الفايس بوك مثل صفحة تونس التي تضم أكثر من 200 ألف عضو.

## وصلات خارجية
- صفحة سيب صالح على فيسك بوك  على فيسبوك.